# Psilogramma stameri
Psilogramma stameri là một loài bướm đêm thuộc họ Sphingidae. Loài này có ở Sumatra và Java ở Indonesia.

## Phân loài
- Psilogramma stameri stameri (Sumatra)
- Psilogramma stameri chuai Eitschberger, 2001 (Java)